# Small Planet Airlines (Italien)
Small Planet Airlines war eine italienische Tochtergesellschaft der gleichnamigen litauischen Charterfluggesellschaft Small Planet Airlines. Im April 2013 wurde sie an Aeroservizi und die Avia Solution Group verkauft.
Am 19. Januar 2014 musste sie auf Erlass der Ente Nazionale per l’Aviazione Civile den Flugbetrieb aus finanziellen Gründen einstellen. Zuletzt flog sie hauptsächlich im Auftrag der Alitalia und Flyplanet.

## Flotte
Die Flotte bestand zuletzt aus zwei Boeing 737-300 mit den Kennzeichen LY-FLC und LY-FLE, welche von der (ehemaligen) litauischen Muttergesellschaft angemietet wurden. Zur Unterscheidung befand sich unterhalb des Schriftzuges die italienische Flagge. Im Sommer 2013 wurde zudem eine McDonnell Douglas MD-83 der griechischen SkyWings Airlines eingesetzt.